# Marcusenius macrophthalmus
Marcusenius macrophthalmus är en fiskart som först beskrevs av Pellegrin 1924.  Marcusenius macrophthalmus ingår i släktet Marcusenius och familjen Mormyridae. IUCN kategoriserar arten globalt som otillräckligt studerad. Inga underarter finns listade i Catalogue of Life.